# Il futuro in un bacio
Il futuro in un bacio (Eres tú) è un film del 2023 diretto da Alauda Ruiz de Azúa.

## Trama
Javier ha 16 anni quando scopre attraverso un bacio con una ragazza che può prevedere come andrà a finire ogni sua relazione. Per questo non si impegna con nessuna fin quando bacia la fidanzata del suo migliore amico, Lucía. 

## Distribuzione
Il film è stato distribuito sulla piattaforma Netflix a partire dal 3 marzo 2023.